# Museo Diego Rivera Anahuacalli

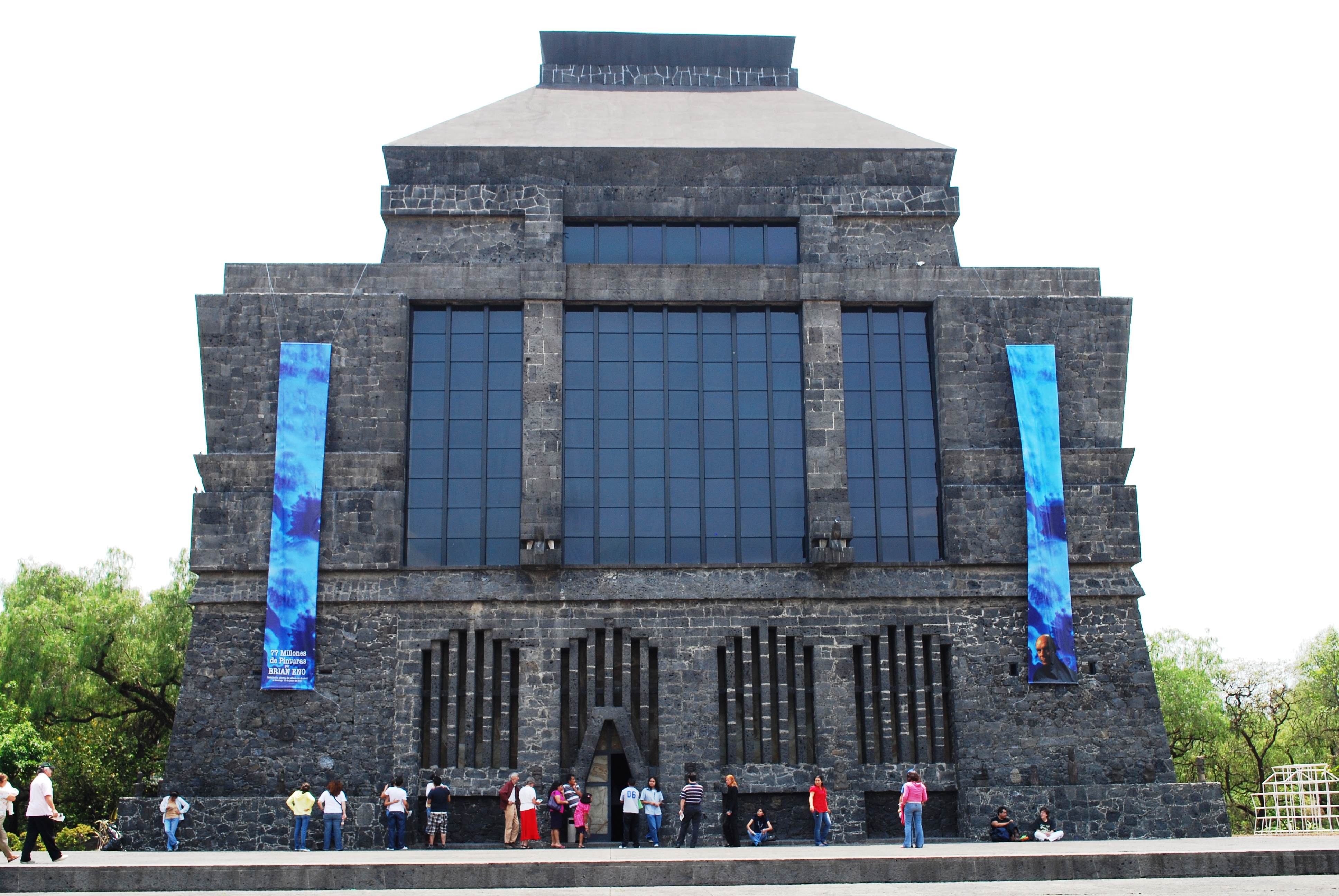
Das Museo Diego Rivera – Anahuacalli

Das Museo Diego Rivera Anahuacalli (auch: Museo Anahuacalli) ist ein Museum für präkolumbianische Kunst in Mexiko-Stadt. Es geht auf Diego Rivera zurück, dessen Sammlung von über 50.000 Objekten in ihm präsentiert wird. Der Prozess hin zu Bau und Einrichtung des Museo Anahuacalli begann 1942, 1963 wurde das Gebäude fertiggestellt und 1964 eröffnet. Das Museumsgebäude rezipiert die präkolumbianische Pyramidenarchitektur. Geleitet wird das Museum von der Direktorin Hilda Trujillo Soto.

## Geschichte
Das Museo Diego Rivera Anahuacalli war ursprünglich von Diego Rivera als Wohnhaus und Unterbringungsort seiner präkolumbianischen Sammlung geplant. 1942 erwarb er Land in San Pablo Tepetla, das damals noch außerhalb Mexiko-Stadts lag. Dort ließ er erst ohne Baugenehmigung das Fundament des Hauses errichten, am 30. März 1944 erhielt er dann die Genehmigung für den Bau des Museo Anahuacalli. Rivera plante neben dem Gebäude für seine Sammlung, sondern einen Komplex der Architektur, Malerei, Tanz, Musik, Theater, Kunsthandwerk und Ökologie verbinden sollte. Im August 1955 beauftragte Diego Rivera die Banco Nacional de México mit der Treuhandschaft seines Werkes und desjenigen von Frida Kahlo, daneben übernahm der Treuhänder auch die Verwaltung des Museo Anahuacalli und des Museo Frida Kahlo. Als Rivera 1957 starb, befand sich das Museum noch im Bau. Seine Tochter Ruth Rivera und der Architekt Juan O’Gorman überwachten die weiteren Bauarbeiten. Das Museum wurde erst 1963 mit der finanziellen Unterstützung von Dolores Olmedo fertiggestellt und 1964 eröffnet.

## Architektur
Das Gebäude rezipiert die präkolumbianische Pyramidenarchitektur. Es bezieht sich auf die Form des Teocalli, einer Pyramide mit aufgesetztem Tempel. Die Architektur greift Elemente auf, die auf die Teotihuacan-Kultur, die Maya und die Azteken verweisen. Zeitgleich finden sich in zahlreichen zunächst traditionell anmutenden Fußböden und Deckenmosaiken Andeutungen der politischen Orientierung Riveras in Form von Roten Sternen, Hämmern und Sicheln.
Das Museo Anhuacalli wurde in die umgebende Landschaft integriert. Während der Planungsphase stand Diego Rivera in Kontakt mit Frank Lloyd Wright, mit dem er die Frage diskutierte, wie sich das Gebäude in die umgebende Natur einfügen könnte. Der zentrale Platz war als ein Theater angelegt. Über ihn gibt es den Zugang zum Museum und zu einer kleineren Galerie. Es wurde aus dem schwarzen Vulkangestein erbaut, auf dem es sich befindet. Der mexikanische Schriftsteller Carlos Pellicar schrieb über das Museum: “The atmosphere of this museum created by its brilliant donor is unequaled anywhere in the world. Its degree of spirituality and beauty makes Anahuacalli an unforgettable museum ... The personal effort and the artistic genius of the collector and his touching generosity, come together in this museum in a monumental fashion.”

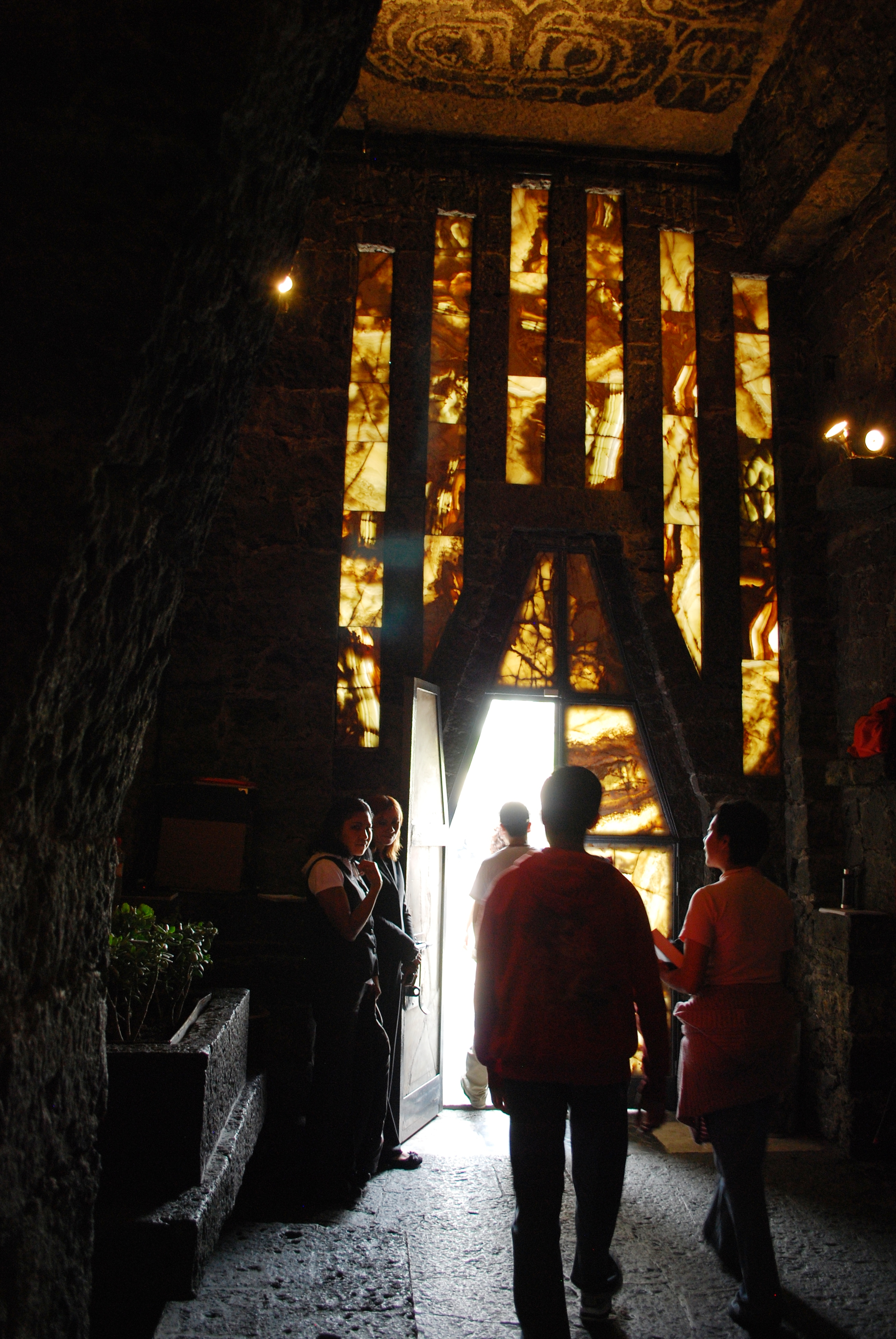
Eingangsbereich
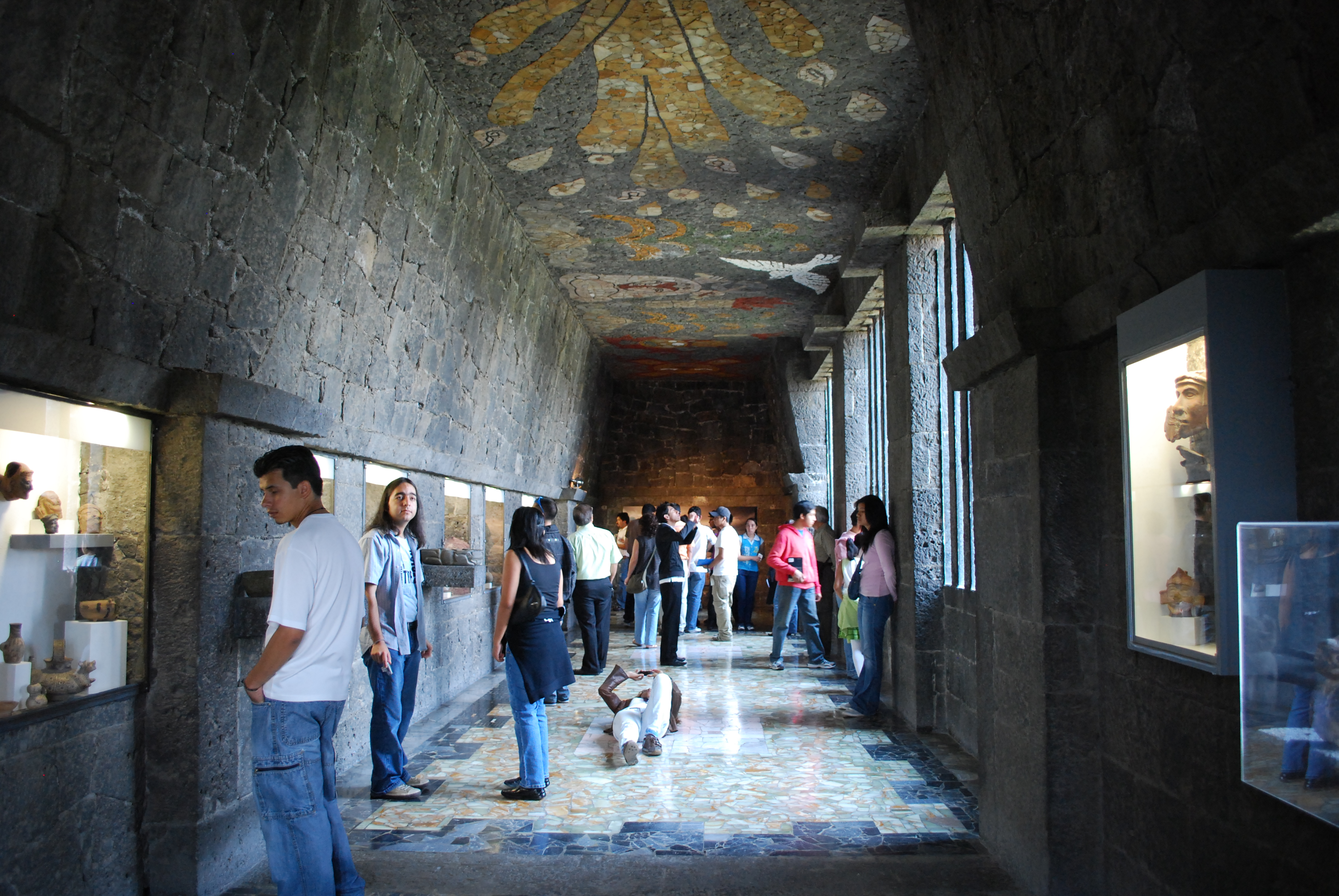
Halle im Obergeschoss
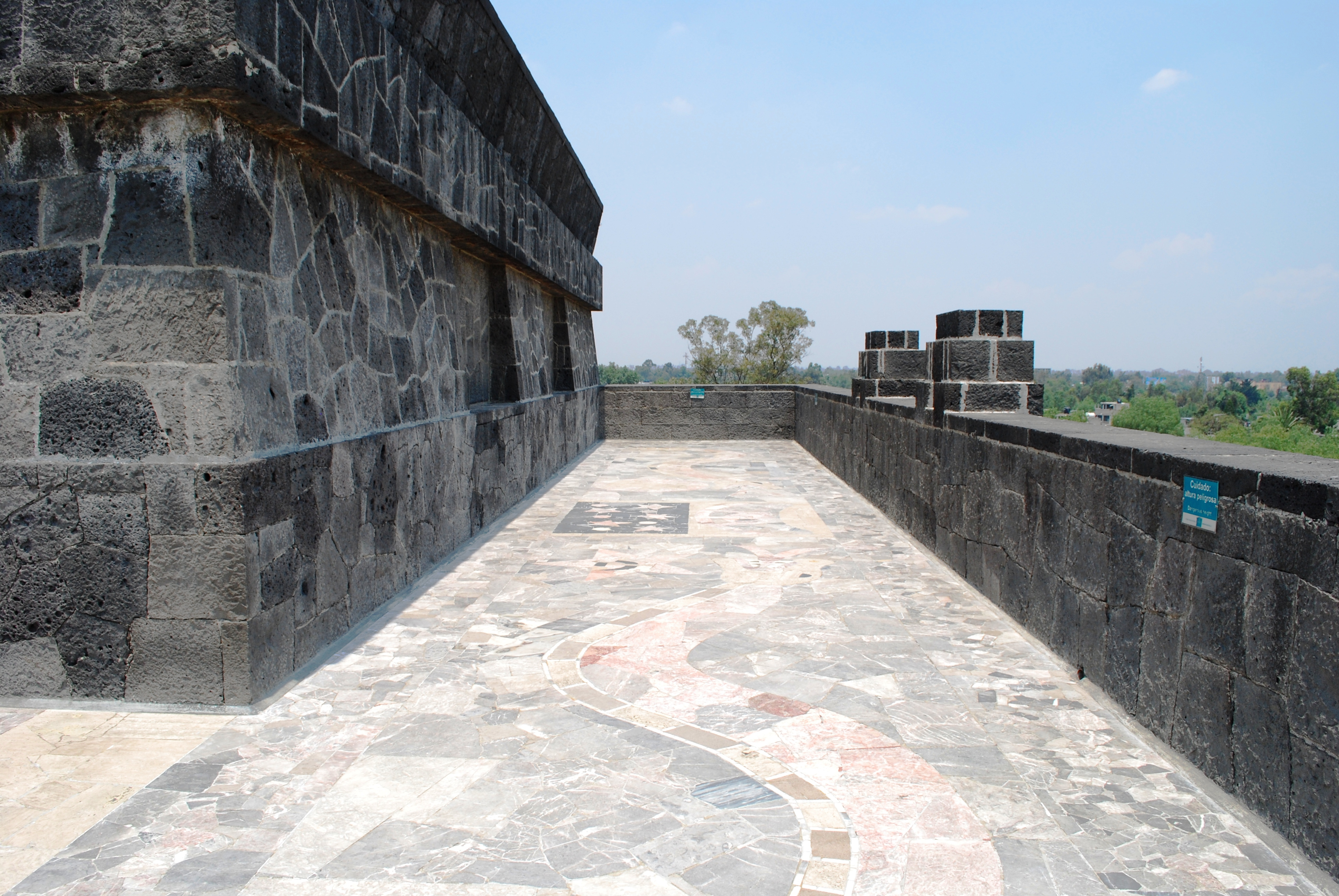
Dachterrasse
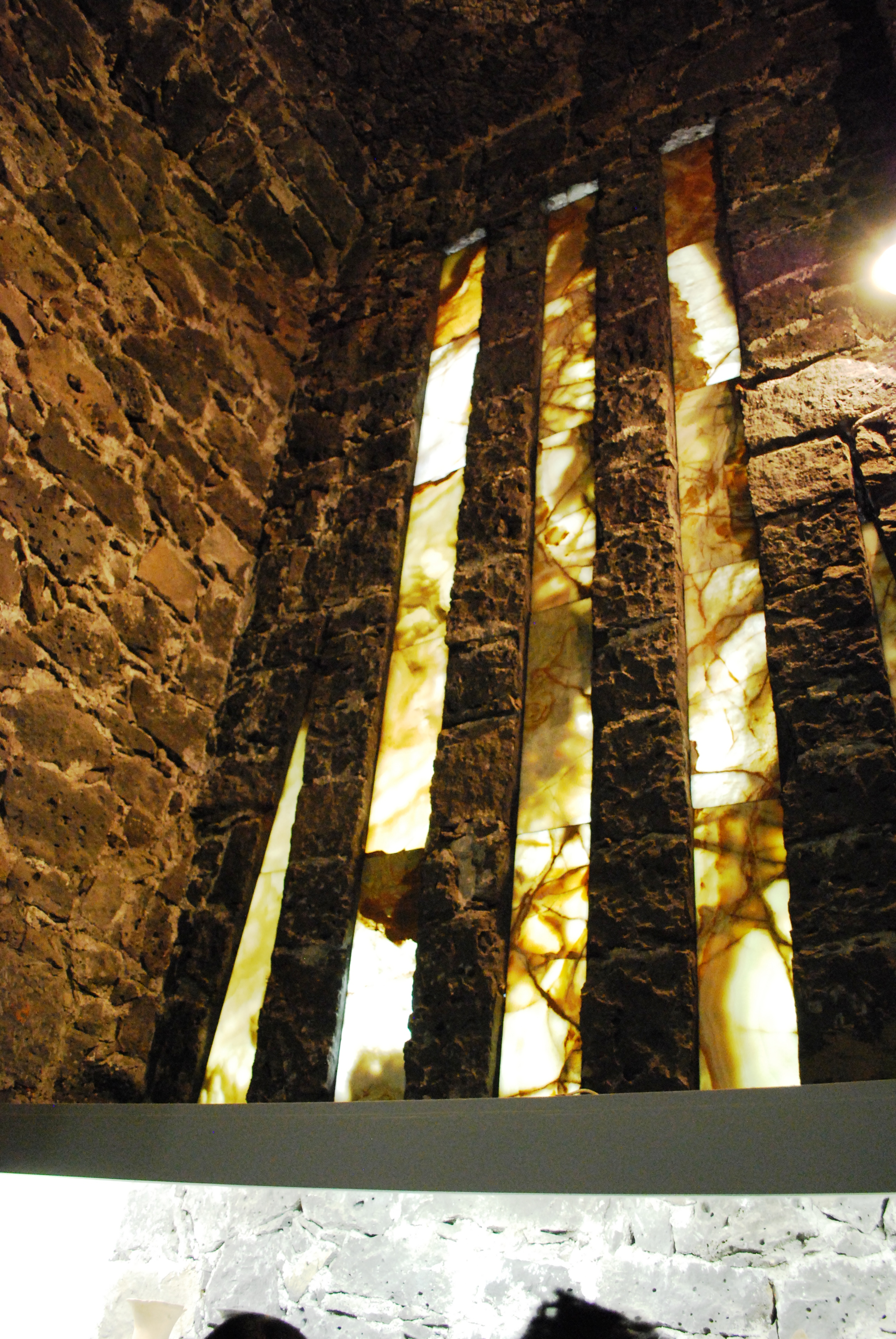
Fenster

## Sammlung
Das Museo Anahuacalli umfasst die 50.000 Objekte große Sammlung, die Rivera zeit seines Lebens zusammengetragen hatte und die nahezu alle Kulturen des präkolumbianischen Mexiko umfassen.

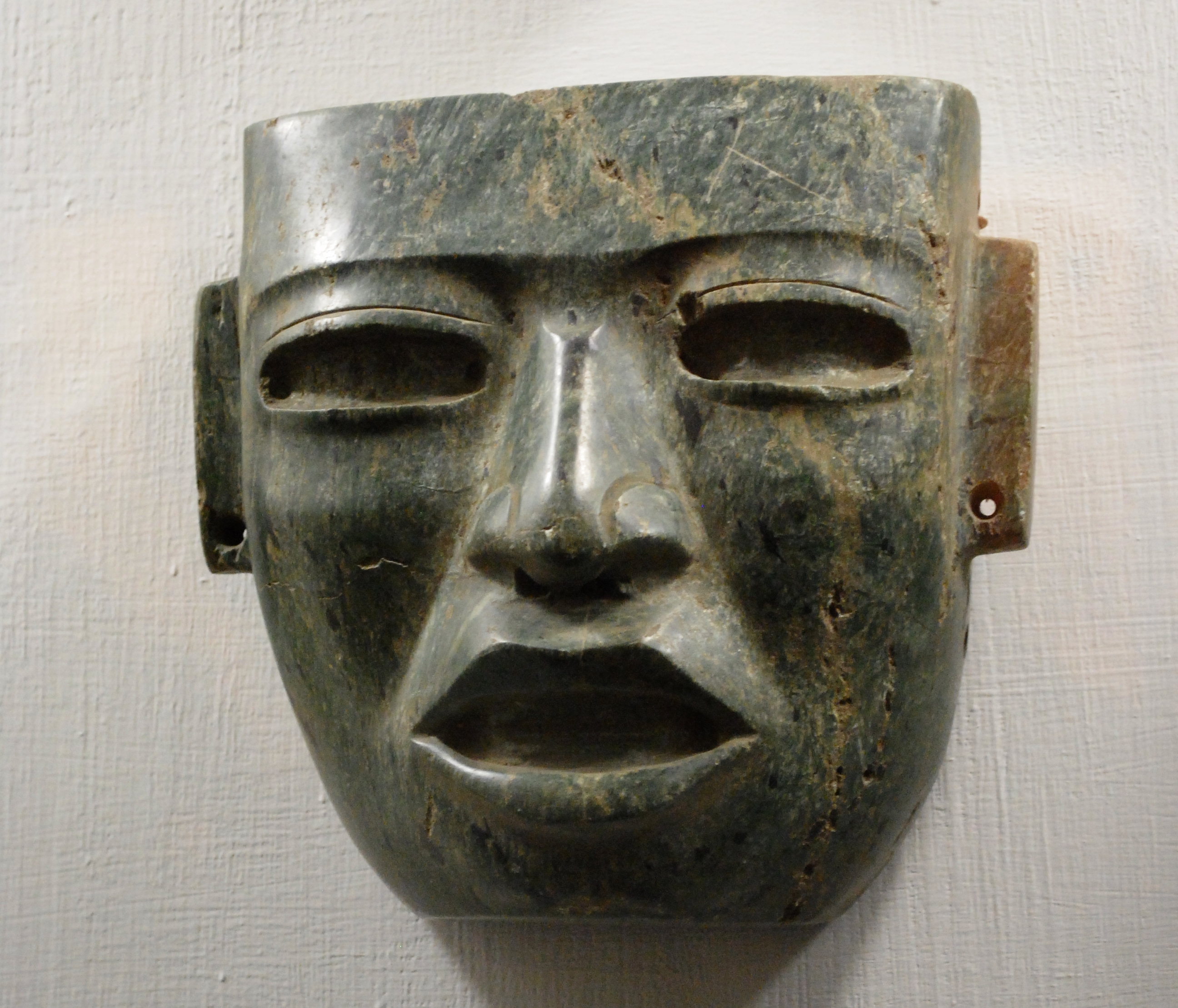
Totenmaske aus Jade
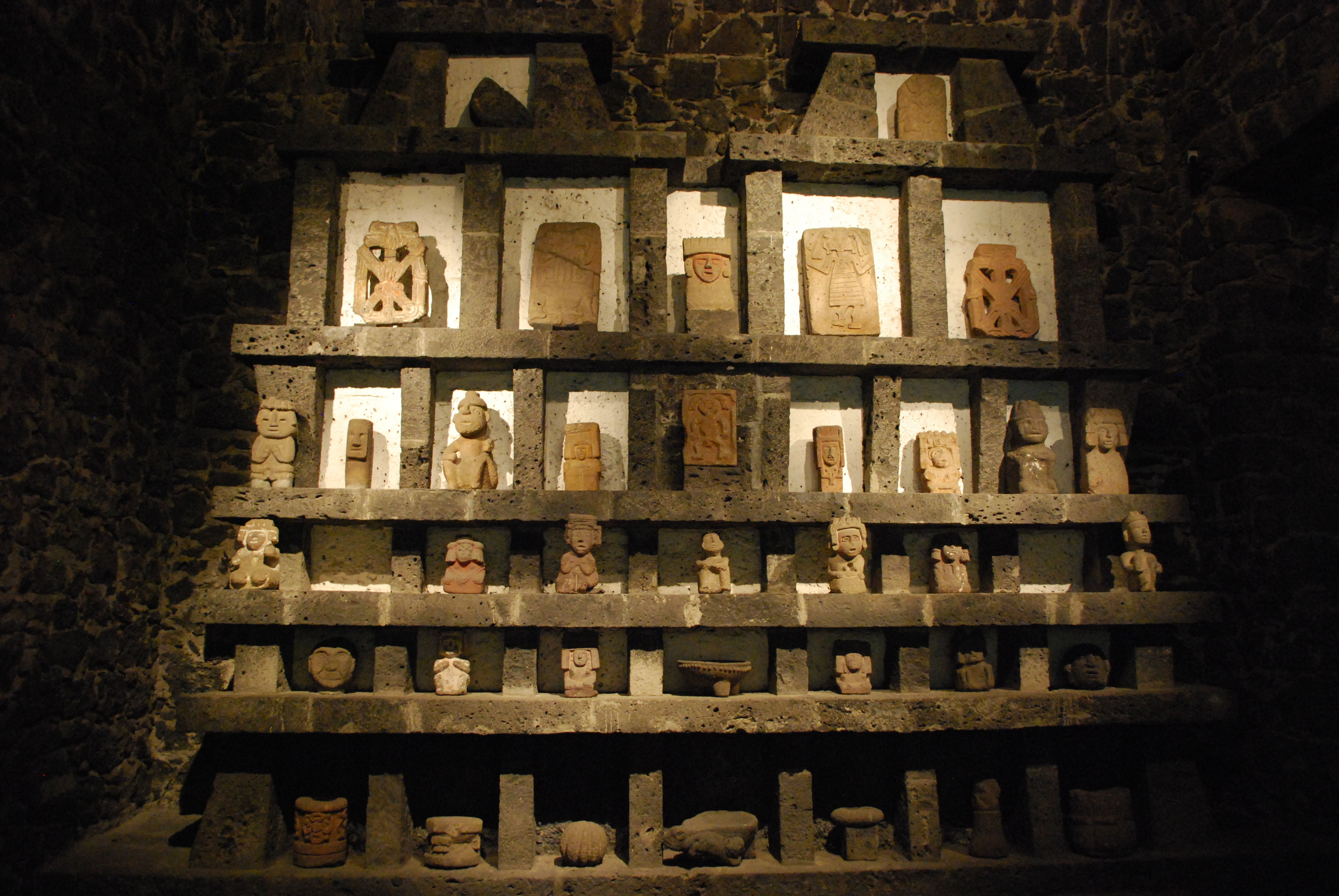
Stein- und Keramikarbeiten
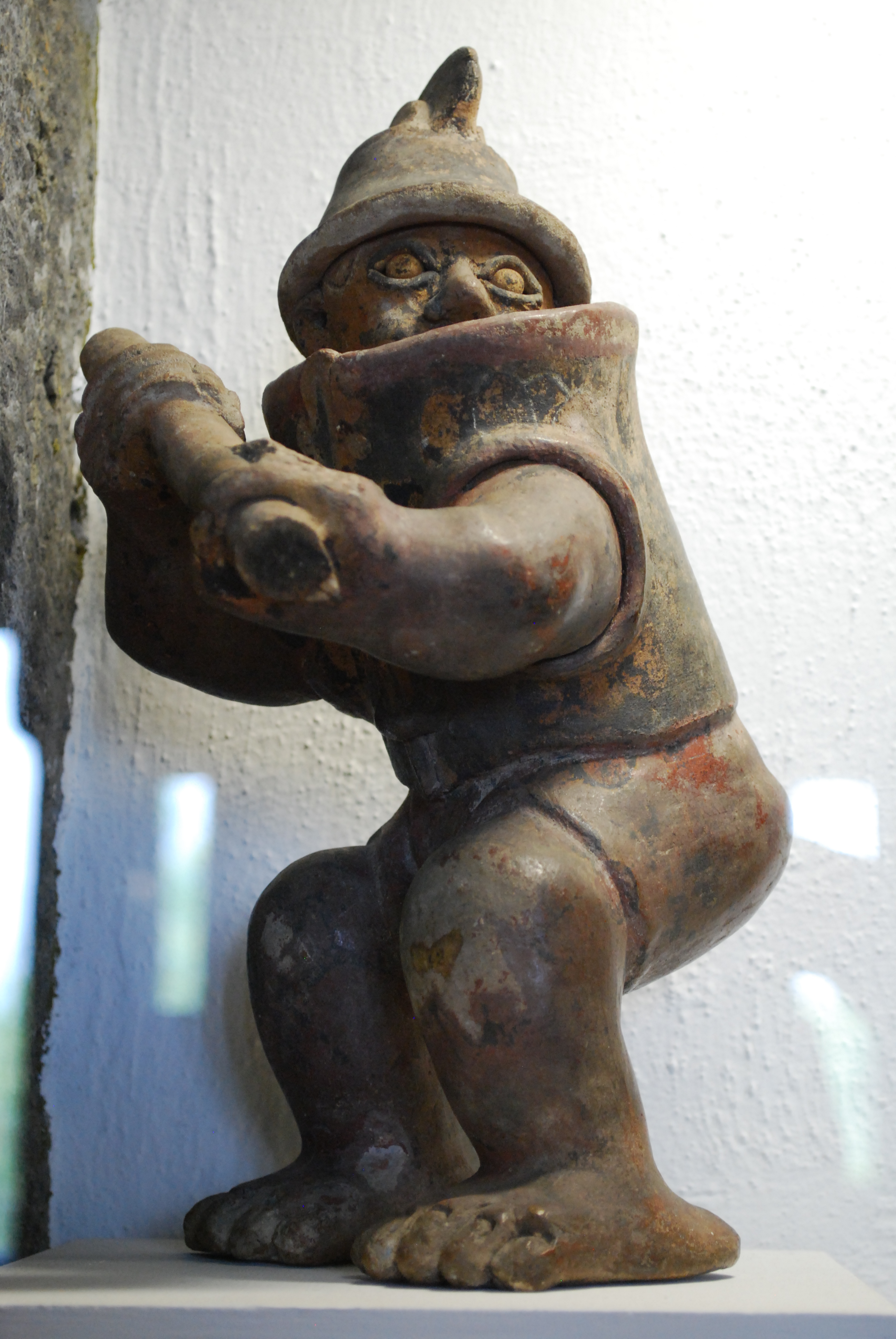
Keramik
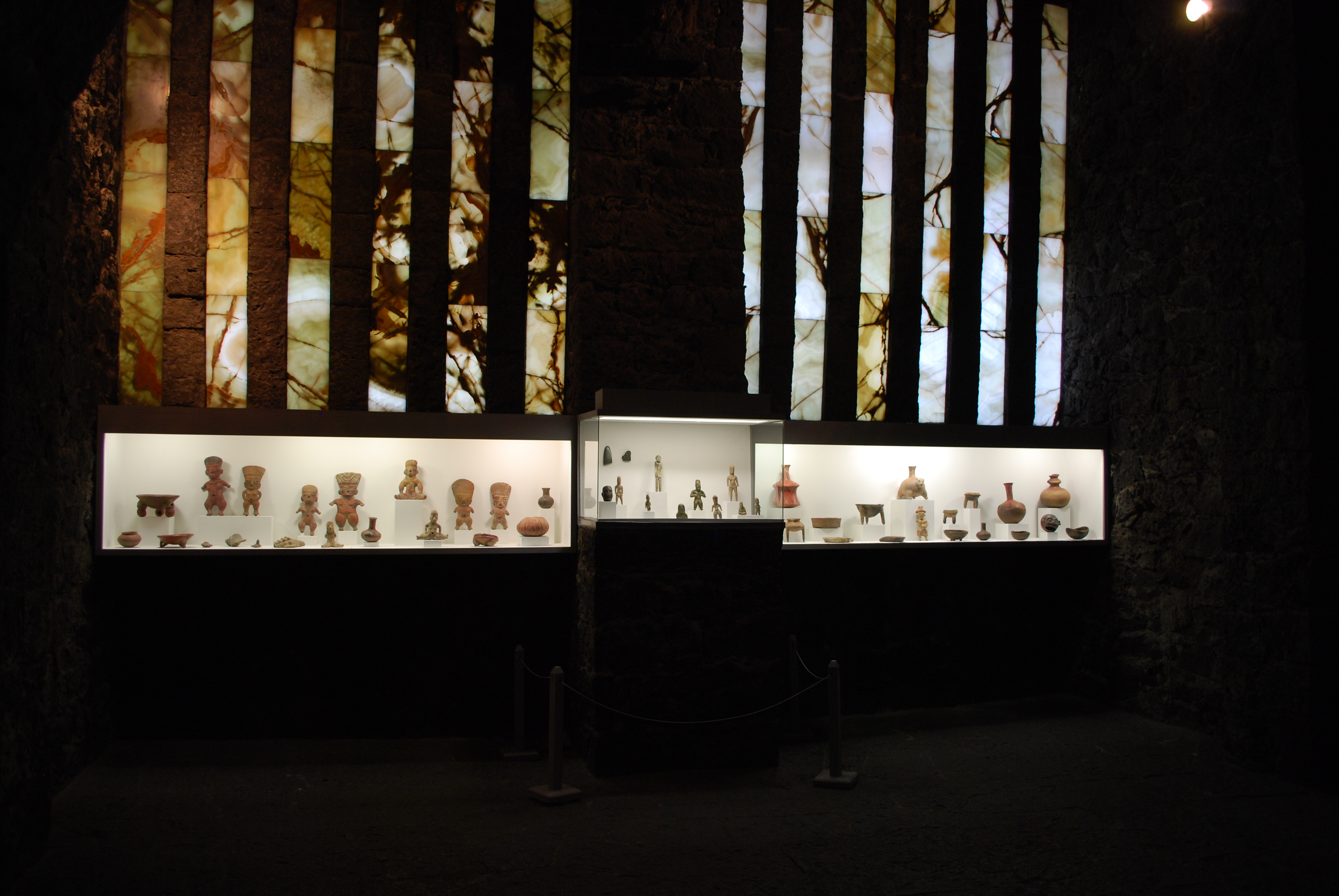
Keramiken